# Великий (ручей, впадает в Верхнесвирское водохранилище)
Великий — ручей в России, протекает по территории Подпорожского городского поселения Подпорожского района Ленинградской области. Длина ручья — 9 км.
Ручей берёт начало на высоте выше 98 м над уровнем моря и далее течёт преимущественно в восточном направлении.
Ручей в общей сложности имеет четыре малых притока суммарной длиной 10 км.
Впадает на высоте 32,5 м над уровнем моря в Верхнесвирское водохранилище, через которое протекает река Свирь.
Населённые пункты на ручье отсутствуют.
Код объекта в государственном водном реестре — 01040100712202000012025.